# بنی کلب

نقشه شبه جزیره عربستان در سال ۶۰۰ پس از میلاد، که قبایل مختلف عرب و مناطق استقرار آنها را نشان می‌دهد.

بنی کلب (عربی: بنو كلب) قبیله‌ای عرب بود که اغلب آنها در صحراها و استپ‌های شمال غربی شبه‌جزیره عربستان و مرکز سوریه سکونت داشتند. این طایفه احتمالاً در اوایل قرن چهارم در سیاست قبیله‌ای مرزهای شرقی امپراتوری بیزانس درگیر بود. تا قرن ششم، بنی‌کلب‌ها اغلب مسیحیت را پذیرفته بودند و تحت حاکمیت غسانیان، رهبران متحدان عرب بیزانس قرار گرفتند. در زمان حیات محمد پیامبر اسلام، تعدادی از یاران نزدیک او از قبیله بنی کلب بودند که برجسته‌ترین آنها زید بن حارثه و دحیه کلبی بودند، اما بخش اعظم این قبیله در زمان مرگ محمد در سال ۶۳۲ مسیحی ماندند. هنگامی که مسلمانان پیشروی قابل توجهی در فتح شام کردند، تعداد زیادی از این قبیله، به اسلام گرویدند. در دهه‌های نخست شکل‌گیری اسلام، بنی‌کلب به‌عنوان یک قبیله عشایری بزرگ، با تجربه نظامی قابل‌توجه، به‌عنوان یک متحد کلیدی مورد توجه دولت اسلامی بود. در این دوره، طوایف اصلی بنی کلب با بنی امیه پیوندهای زناشویی برقرار کردند و این قبیله پایه نظامی خلافت اموی مستقر در سوریه (۶۶۱–۷۵۰) از سلطنت معاویه اول تا اوایل سلطنت عبدالملک بن مروان را تشکیل می‌داد.